# Oosterse tortel
De Oosterse tortel (Streptopelia orientalis) is een vogel behorend tot de duiven.

## Kenmerken
Het verenkleed bestaat uit een kastanjebruine bovenzijde en een grijswitte onderzijde met een oranjeroze borst.

## Voortplanting
De oosterse tortel maakt zijn nest in een boom en legt hierin twee witte eieren.

## Verspreiding en leefgebied
De oosterse tortels die leven in het uiterste zuiden van het verspreidingsgebied zijn standvogels, de overige vogels trekken 's winters naar Pakistan, India, Zuidoost-Azië en het zuiden van Japan.
De soort telt vijf ondersoorten:
- S. o. meena (Meenatortel): van zuidwestelijk Siberië tot Iran en de Himalaya.
- S. o. orientalis: van centraal Siberië tot Japan, China, de oostelijke Himalaya en Taiwan.
- S. o. stimpsoni: Riukiu-eilanden (Japan).
- S. o. erythrocephala: zuidelijk India.
- S. o. agricola: van noordoostelijk India tot Myanmar en het zuidelijke deel van Centraal-China.

## Voorkomen in Nederland
De oosterse tortel is een dwaalgast die eind 2009 voor het eerst in Nederland is waargenomen. Toen verbleef er een hele winter lang een vogel in het Friese Wergea. Daarna is het aantal waarnemingen vrij snel toegenomen tot in totaal elf (stand 2021). Opvallend is dat tot dusver alle waarnemingen in de wintermaanden hebben plaatsgevonden. 

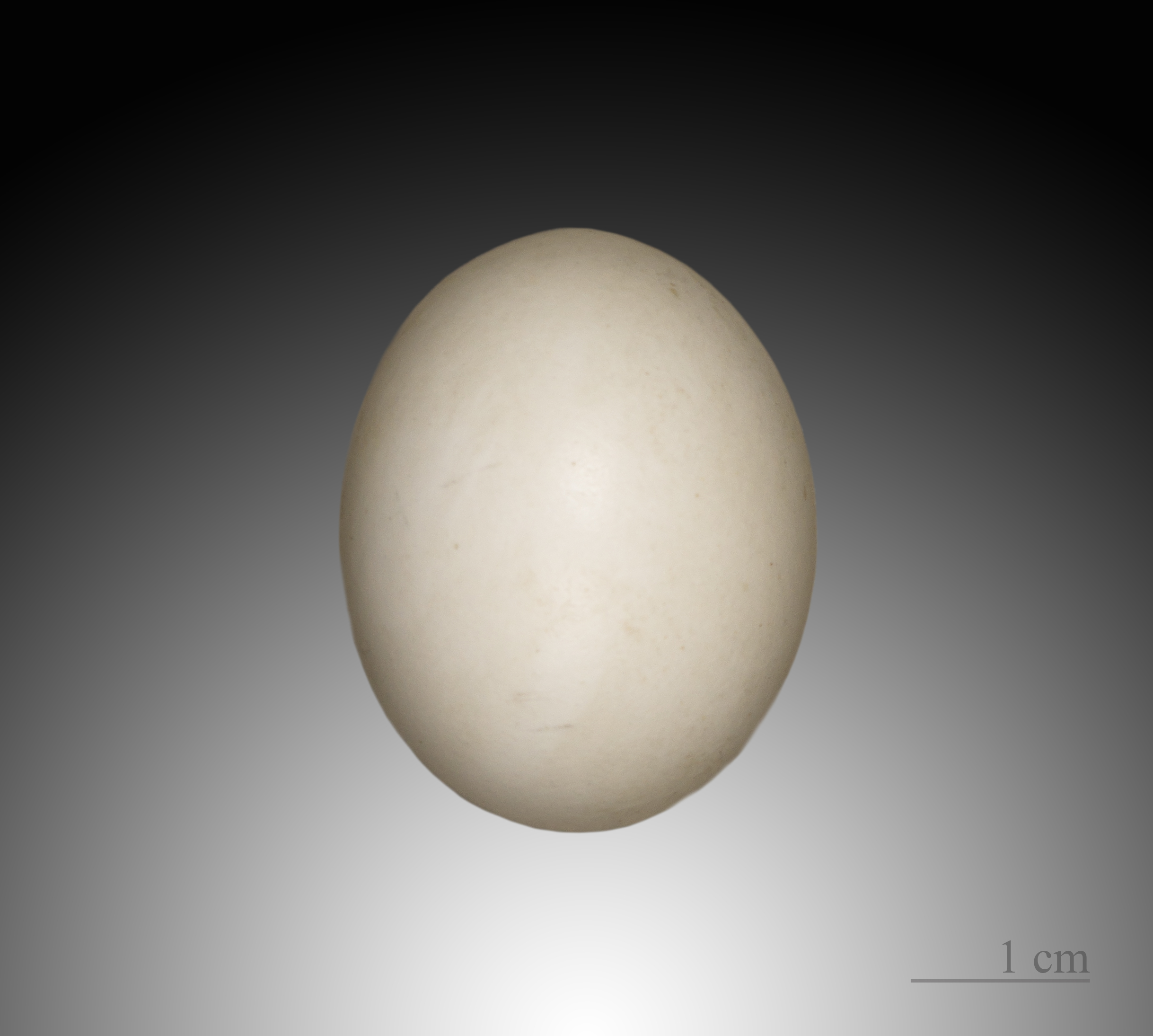